# II. Frigyes német-római császár
II. Frigyes Roger (németül: Friedrich II.), (Jesi, 1194. december 26. – Castel Fiorentino, 1250. december 13.) német-római császár és szicíliai király, korának egyik legjelentősebb uralkodója volt. Idejének nagy részét a virágzó kulturális központtá fejlesztett, centralizált Szicíliában töltötte, német földön csak 1214–1220 és 1240–1246 között tartózkodott megszakításokkal.

## Származása
A Stauf-házba tartozott, atyja VI. Henrik, Barbarossa Frigyes és Burgundi Beatrix fia 1186-ban vette feleségül a szicíliai normann királyság utószülött örökösnőjét, II. Roger szicíliai király lányát, Szicíliai Konstanciát. Gyermekük, a két nagyapjáról Frigyes Rogernak nevezett királyfi 1194-ben született meg, amikorra Henrik sikeresen pacifikálta felesége hozományát.

## Öröklési problémák
Henrik már 1196-ban, a würzburgi birodalmi gyűlésen javasolta az egybegyűlt rendeknek, hogy a Szicíliai Királyságot (ami ebben az időben a pápai állam hűbérese volt) kapcsolják a Szent Római Birodalomhoz, és ezzel együtt ismerjék el a császári trón örökletességét. A gyűlés elvetette a gondolatot, de Frigyest elismerték örökösnek. Henrik számításait korai halála húzta keresztül 1197-ben.
A kisgyermek Szicíliát gond nélkül örökölte (itt I. Frigyes néven uralkodott). Gyámja először anyja, Konstancia, majd annak 1198-as halálát követően III. Ince pápa lett 1212-es felnőtté válásáig. A német választók ezzel szemben korábbi határozatukat megtagadva nem tették trónra, helyette 1198-ban két uralkodót is sikerült megválasztaniuk. Az egyikük a II. Fülöp Ágost francia uralkodó által támogatott Sváb Fülöp, Frigyes nagybátyja, a másikuk Oroszlánszívű Richárd angol király szövetségese, IV. Ottó bajor herceg, Oroszlán Henrik fia volt. 1208-ban Fülöp magánbosszú áldozatául esett, 1209-ben pedig Ince császárrá koronázta Ottót.

## Régensség és trónharc
Amilyen nagy szolgálatot tett III. Ince pontifikátusa során a római katolikus egyháznak, olyannyira alkalmatlan régensnek bizonyult a rábízott országrészben. Uralma során egymást érték a szicíliai lázadások, viszont siker koronázta a Patrimonium Sancti Petri (Szent Péter öröksége) „kiegészítésére” (recuperationes) tett kísérleteit: nagyrészt az ő érdeme az egységes Pápai Állam megszületése.
1210-ben IV. Ottó korábbi ígéretét megszegve megindult, hogy hadai élén egyesítse Szicíliát a Birodalommal. Ez a bekerítéstől félő Ince részéről 1211-ben kiközösítést vont maga után, ami a hercegek lázongásához vezetett német földön. Távollétében a pápa támogatásával egy csoportjuk Frigyest választotta uralkodóvá, mire Ottó kénytelen volt visszavonulni.
1212-ben a nagykorúvá váló Frigyes Rogert ismét német királlyá választották, és december 9-én Mainzban megkoronázták. Ottó azonban továbbra is gondot jelentett, mivel északi területein kiátkozása ellenére megőrizte hatalmát. Végül az 1214-es bouvines-i ütközetben francia segítséggel sikerült legyőzni Ottó csapatait, aki családi birtokára menekült vissza, és 1218-ban itt halt meg támogatók nélkül.

## Német-római ügyek
1215-ben a választófejedelmek ismét királlyá választották Frigyest, akit július 23-án Aachenben maga III. Ince kent fel annak fejében, hogy megtiltotta neki Szicília és a Birodalom egyesítését. Császárrá koronázására csak hosszas tárgyalásokat követően került sor: 1220. november 20-án III. Honoriusz pápa Rómában illesztette fejére a koronát. Viszonzásképpen ebben az évben királyi felségjogokat (adó- és vámszedés, pénzverés, várépítés) adományozott egyházi nagyhűbéreseinek (Confoederatio cum principibus ecclesiasticis – Szövetség az egyházi hercegekkel), amit 1232-ben kiterjesztett a világiakra is. Ezzel véglegesedett az ország széttagolódása.
1226-ban adományozott aranybullát a teuton lovagoknak, amiért a magiszterük Salzai Hermann nehéz diplomáciai ügyek elsimításában segített neki. A kiváltság értelmében a lovagok nyugodtan saját birtokukként kezelték a Balti-tenger melletti területeket, amik meghódítására feljogosították őket.
Egy újabb viszály a pápasággal ismét békével zárult a német lovagrend békeközvetítőként való fellépésének köszönhetően.
II. Frigyes igyekezett minél kevesebb időt tölteni Németországban, ezért képviselőként fiait küldte északi országába. Először Henrik nevű fia vigyázta apja érdekeit szicíliai, római, később német királyi minőségben. 1231-től kezdve viszonyuk megromlott, mivel a fejedelmek ellene hangolták Frigyest, aki 1234-ben birodalmi átok alá helyezte fiát. Henrik erre fellázadt, és szövetkezett a lombardokkal, ám sikertelenül: 1235-ben legyőzték, letették a trónról és bebörtönözték. Rövidesen kibékült fiával, ez megint csak Salzai érdeme volt. Ekkor a császár kisebbik fia, az ekkor még kiskorú Konrád vette át a helyét: 1237-ben királlyá választották. 1242-ig II. Siegfried mainzi érsek irányította Németország ügyeit, onnantól kezdve pedig Raspe Henrik, Türingia tartománygrófja, és I. Vencel cseh király felügyelték az ifjú királyt. Frigyes 1245-ös kiátkozása után Raspe fellázadt, és 1246-ban ellenkirálynak kiáltották ki, de már a következő évben meghalt. Ekkor Holland Vilmos lépett fel trónkövetelőként, és meg is választották, de németalföldi elfoglaltságai miatt tevékenyen sosem vett részt a császárság ügyeiben.

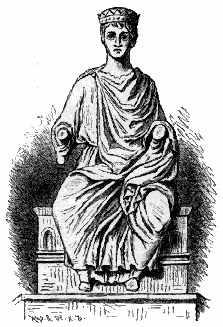
II. Frigyes császár

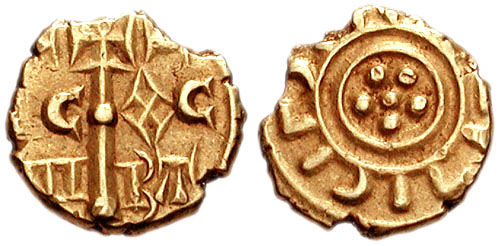
II. Frigyes pénzérméje

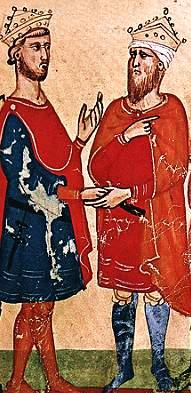
Frigyes és Al-Kámil egyiptomi szultán (1229)

## A szicíliai mintaállam
Uralkodása alatt érte el fénykorát a Nápoly-szicíliai Normann Királyság. 1220 után ideje nagyrészét Dél-Itáliában töltötte és dédapja, II. Roger nyomdokaiba lépve erős, központosított királyi hatalmat épített ki. II. Rogert (1101-1154) 1130 karácsonyán koronázta királlyá II. Anaklét ellenpápa és regnálása alatt gyors fejlődésnek indult a térség. Nem engedte meghonosodni a normann hűbéri viszonyokat, ráadásul a korban egyedülállónak számító türelemmel viszonyult a különböző vallási és etnikai csoportokhoz. A pénzügyekben komoly szerepet kaptak a bizánci-görög, arab, zsidó szakemberek, az okleveleket latin, görög és arab nyelven is kiadták. Arányait tekintve Roger rendelkezett a legnagyobb bevételekkel egész Európában.
Követve elődje politikáját, II. Frigyes letört mindennemű feudális partikularizmust, a magánvárakat leromboltatta és nem tűrte a városi önkormányzatokat sem. Az állam irányításában és centralizálásában szakszerű, bürokratikus hivatalszervezeteket hozott létre, amelyek tagjai úgynevezett justiciariusok voltak. Ezek a jólképzett polgári vagy kisnemesi hivatalnokoknak semmiféle magánérdekkel nem rendelkeztek a hivatali körzetükben: nem lehetett birtokuk a környéken, nem köthettek üzleteket, nem létesíthettek rokoni kapcsolatokat, még feleségüket sem vihették magukkal. Szolgálataikért nem kaphattak hűbérbirtokot, kizárólag csak pénzbeli fizetést, s hivatalukból bármikor elmozdíthatóak voltak. Frigyes 1224-ben, Nápolyban jogász-hivatalnok egyetemet alapított a képzésükre.
A gazdaság és a kereskedelem szigorú állami felügyelet alá került, a külkereskedelem állami monopóliummá vált, a görög-szír admirálisok által vezettet nápolyi-szicíliai flotta az irányítása alatt tartotta a fontosabb tengeri pozíciókat. 
Dél-Itália Frigyes uralkodás alatt a korabeli Európa bürokratikus, központosított mintaállamává vált, egyedülálló és sokáig példanélküli vallási toleranciával. Számos történész II. Frigyesben látja a felvilágosult abszolutizmus előképét.

## Szenvedélyei
A császár szenvedélyes vadász és solymász volt. A madarak életét tanulmányozva az ornitológia alapjait teremtette meg, és egy értekezést is írt a madarakról Tractatus de avibus címmel, amely tudományos szempontból is egyedülálló mű a maga korában.

## Nyelvtudás
Saját korában a világ csodájának számított (Stupor mundi), és állítólag hat nyelven beszélt: latinul, szicíliaiul, németül, franciául, 
görögül és arabul.

## Házasságai és egyéb kapcsolatai
II. Frigyes háromszor nősült, mindhárom házassága pusztán politikai okokból köttetett meg, és hogy törvényes gyermekei is születhessenek, amely kötelezettség két feleségének az életébe is került. „Ellentmondásos jellemére utal, hogy míg Szicíliában muzulmánokkal vette körül magát, s azok erkölcseit is átvette (állítólag háremet is tartott, de erről megoszlanak a vélemények),[…]” „Luceriában valóságos háremet rendezett be s ágyasoknak és odaliszkoknak csapatja követte őt még hadjárataiban is.” „1248 februárban a parmaiak egy szerencsés kirohanással tönkre tették Frigyes seregét, táborát, kincstárát, koronáját s még háremét is zsákmányul ejtették, megölték hű tanácsadóját, Suessai Tadét, Vittoriát porrá égették.” „1250–1300 között a legtöbb európai törvénykönyv a homoszexuális aktusokat főbenjáró bűnné nyilvánította. Akadt azonban egy rendkívüli kivétel: a II. Frigyes szicíliai császár által 1231-ben beiktatott melfi alkotmány. II. Frigyes nem tesz említést sem zsidókról, sem muzulmánokról, sem homoszexuálisokról, miközben gondja van a nők és a gyermekek jogaira. Kétségkívül ő volt korának legszélesebb látókörű és legfelvilágosultabb uralkodója.” „Tudjuk, hogy II. Frigyes, Szicília királya és német császár kipróbálta a szodómiát fiatal apródjain.”

## Gyermekei
A három házasságából: 1. Aragóniai Konstancia, 2. II. Izabella jeruzsálemi királynő, 3. Plantagenêt Izabella, János angol király lánya és a házasságon kívüli kapcsolataiból összesen 21 gyermeke született, akik közül 17-en érték meg a nagykorúságot, és mindössze 12-en élték túl.

## Művei
- II. Frigyes: Tractatus de avibus (Értekezés a madarakról), XIII. század.